# Gaspare Pacchiarotti

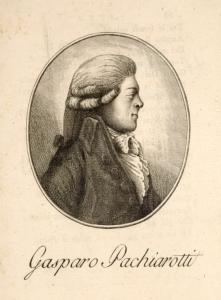
Gaspare Pacchiarotti.

Gaspare (eller Gasparo) Pachiarotti, född den 21 maj 1740 i Fabriano i Marche, död den 28 oktober 1821  i Padua, var en italiensk kastratsångare (mezzosopran). 
Pacchiarotti lät, sedan han med största bifall sjungit på flera italienska teatrar, höra sig i London och väckte där oerhört uppseende. Han var dessutom en mycket anlitad sånglärare.